# Episparis pyrocausta
Episparis pyrocausta là một loài bướm đêm trong họ Erebidae.